# WEC 31
WEC 31: Faber vs. Curran foi um evento de MMA promovido pelo World Extreme Cagefighting. O evento aconteceu em 12 de dezembro de 2007 no Hard Rock Hotel and Casino em Las Vegas, Nevada e foi ao ar ao vivo na Versus.

## Background
O evento princiapl contou com a luta pelo Cinturão Peso Pena do WEC entre o campeão Urijah Faber e o desafiante Jeff Curran. O card também contou com Doug Marshall defendendo seu Cinturão Peso Meio Pesado do WEC contra Ariel Gandulla e Paulo Filho defendendo seu Cinturão Peso Médio do WEC contra Chael Sonnen.
O futuro campeão do WEC & UFC Dominick Cruz era esperado para fazer sua estréia no Peso Galo contra Charlie Valencia nesse evento, mas foi forçado a se retirar do card e foi substituído por Ian McCall. A luta entre Cruz e Valencia foi remarcada para o WEC 34 em Junho, onde Cruz venceu por decisão unânime.
A luta entre os penas Chance Farrar e Micah Miller era originalmente marcada para esse evento, mas se retirou do card há três semanas do evento  após Farrar sofrer uma lesão na mão. A luta foi remarcada para o WEC 32 dois meses depois, onde Miller venceu por nocaute.
O evento acumulou aproximadamente 629,000 telespectadores na Versus.

## Pagamentos
O seguinte pagamento dos lutadores foi divulgada pela Comissão Atlética de Nevada. Isso não inclui o dinheiro de patrocínio e bônus de "vestiário" muitas vezes dado pelo WEC..
- Urijah Faber: $40,000 (incluindo $20,000 de bônus de vitória) derrotou Jeff Curran: $10,000
- Paulo Filho: $56,000 ($28,000 de bônus de vitória) derrotou Chael Sonnen: $25,000
- Doug Marshall: $10,000 ($5,000 de bônus de vitória) derrotou Ariel Gandulla: $4,000
- Jens Pulver: $60,000 ($30,000 de bônus de vitória) derrotou Cub Swanson: $5,000
- John Alessio: $26,000 ($13,000 de bônus de vitória) derrotou Todd Moore: $4,000
- Charles Valencia: $12,000 ($6,000 de bônus de vitória) derrotou Ian McCall: $3,000
- Bryan Baker: $8,000 ($4,000 de bônus de vitória) derrotou Eric Schambari: $5,000
- Ed Ratcliff: $8,000 ($4,000 de bônus de vitória) derrotou Alex Karalexis: $8,000
- Brian Bowles: $6,000 ($3,000 de bônus de vitória) derrotou Marcos Galvao: $5,000